# Großsteingrab im Ahlen-Falkenberger Moor
Das Großsteingrab im Ahlen-Falkenberger Moor war eine megalithische Grabanlage der jungsteinzeitlichen Trichterbecherkultur in Ahlen-Falkenberg, einem Gemeindeteil von Wanna innerhalb des Elbe-Weser-Dreiecks in Niedersachsen. Das Großsteingrab wurde um 3200 v. Chr. angelegt.

## Lage
Die Grabanlage liegt in der Niederung des Ahlenmoors am nördlichen Ufer des Dahlemer Sees und am Rand einer Geestkuppe. Etwa 450 Meter westlich der Stelle gibt es ein weiteres Großsteingrab, das als Sprockhoff Nr. 643 bezeichnet wird.
Die Umgebung ist reich an vorgeschichtlichen Fundstätten. Nördlich auf der Wannaer Geest liegen die Megalithanlagen bei Westerwanna und südlich des Ahlenmoors befand sich auf einer Geestinsel die Siedlungskammer Flögeln mit megalithischen Grabanlagen, wie die Steinkiste von Flögeln. Die Anlagen sind heute durch den Vorgeschichtspfad Flögeln erschlossen.

## Beschreibung
Bei dem Großsteingrab handelte es sich um ein Ganggrab mit einst fünf Decksteinen, von denen zwei Steine und die Lücke eines dritten Steins oberflächlich sichtbar waren. Der Gang zur Grabkammer lag in der Mitte der Langseite in 1,2 Meter Tiefe. Er wurde wahrscheinlich bereits in der Jungsteinzeit mit Sand verfüllt und der Eingang wurde mit kleineren Steinen verschlossen. Nach der Erbauung stellte sich das Grab durch seine Abdeckung mit Geröllsteinen als ein großer Steinhaufen dar.
Nach der Errichtung des Großsteingrabs bildete sich in der Niederung, in der es lag, ein Hochmoor, das das Grab überwuchs und konservierte. Die Übermoorung (Pedogenese) der Grabanlage war etwa in der Eisenzeit um 800 v. Chr. abgeschlossen. Durch die zu Beginn des 20. Jahrhunderts einsetzende Entwässerung beim Torfabbau und die anschließende Moorkultivierung wurde das Moor trockener und sackte ab, so dass etwa seit den 1930er-Jahren die großen Decksteine im Moor zutage traten.

## Forschungsgeschichte
Im Sommer 2019 führte das Niedersächsische Institut für historische Küstenforschung (NIhK) an dem Großsteingrab eine Ausgrabung durch, nachdem es das Umfeld im Frühjahr 2019 mittels Geomagnetik und Bohrungen prospektiert hatte. Bei der Grabung wurden zunächst die beiden obertägig sichtbaren Decksteine des Grabes, die aus dem Moorboden herausragten, freigelegt. In den das Grab bedeckenden Bodenschichten fanden sich massenweise kleinere Feldsteine. Sie umschlossen die großen Decksteine und bildeten eine Steinpackung als Deckmantel um das Grab. Fundstücke der Ausgrabung waren zwei Gefäßscherben und drei Perlen aus Bernstein. Die Gefäße waren ein Trichterbecher mit Bauchfransenverzierung und eine Schale.

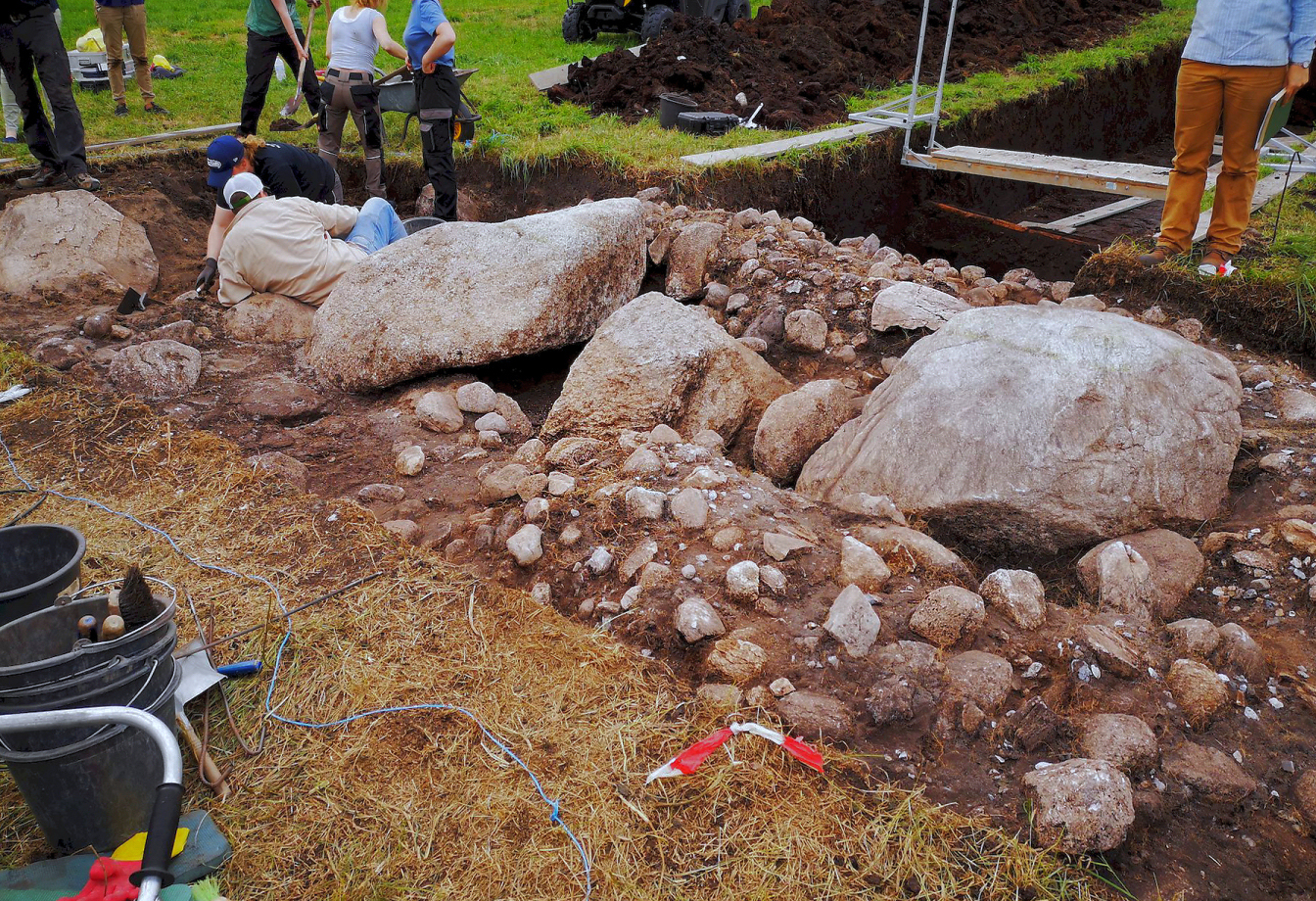
Ausgrabungsarbeiten am Großsteingrab, 2019
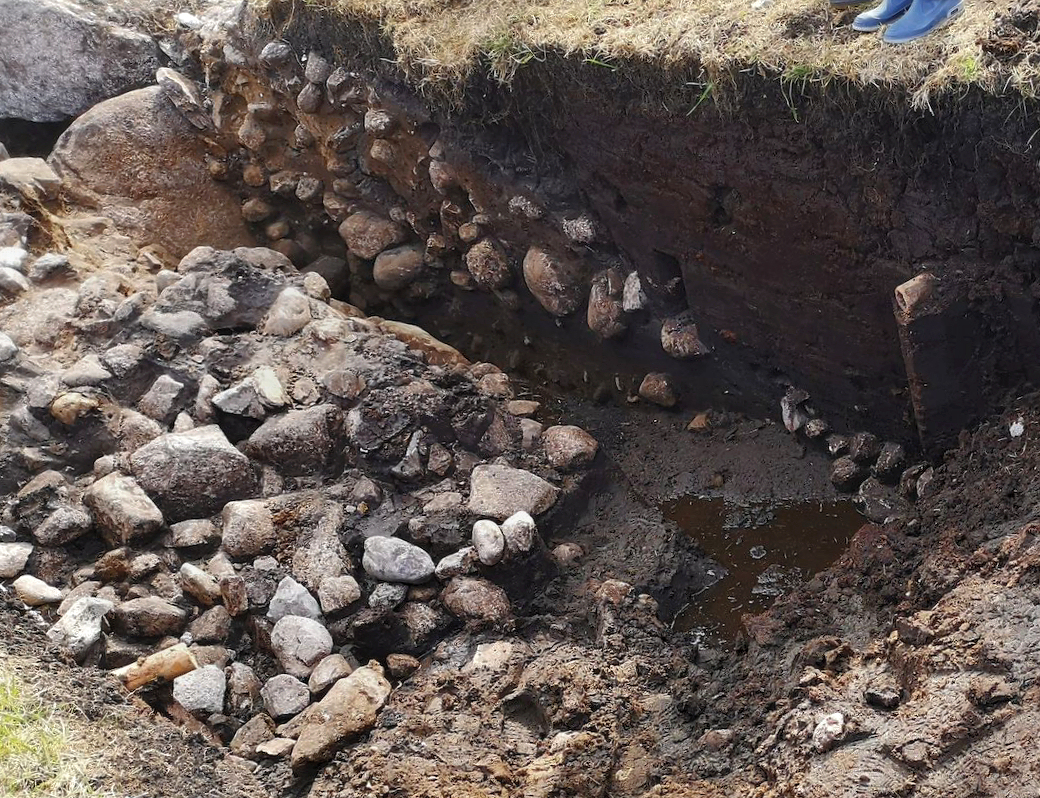
Steinpackung aus Geröllsteinen im Moorboden
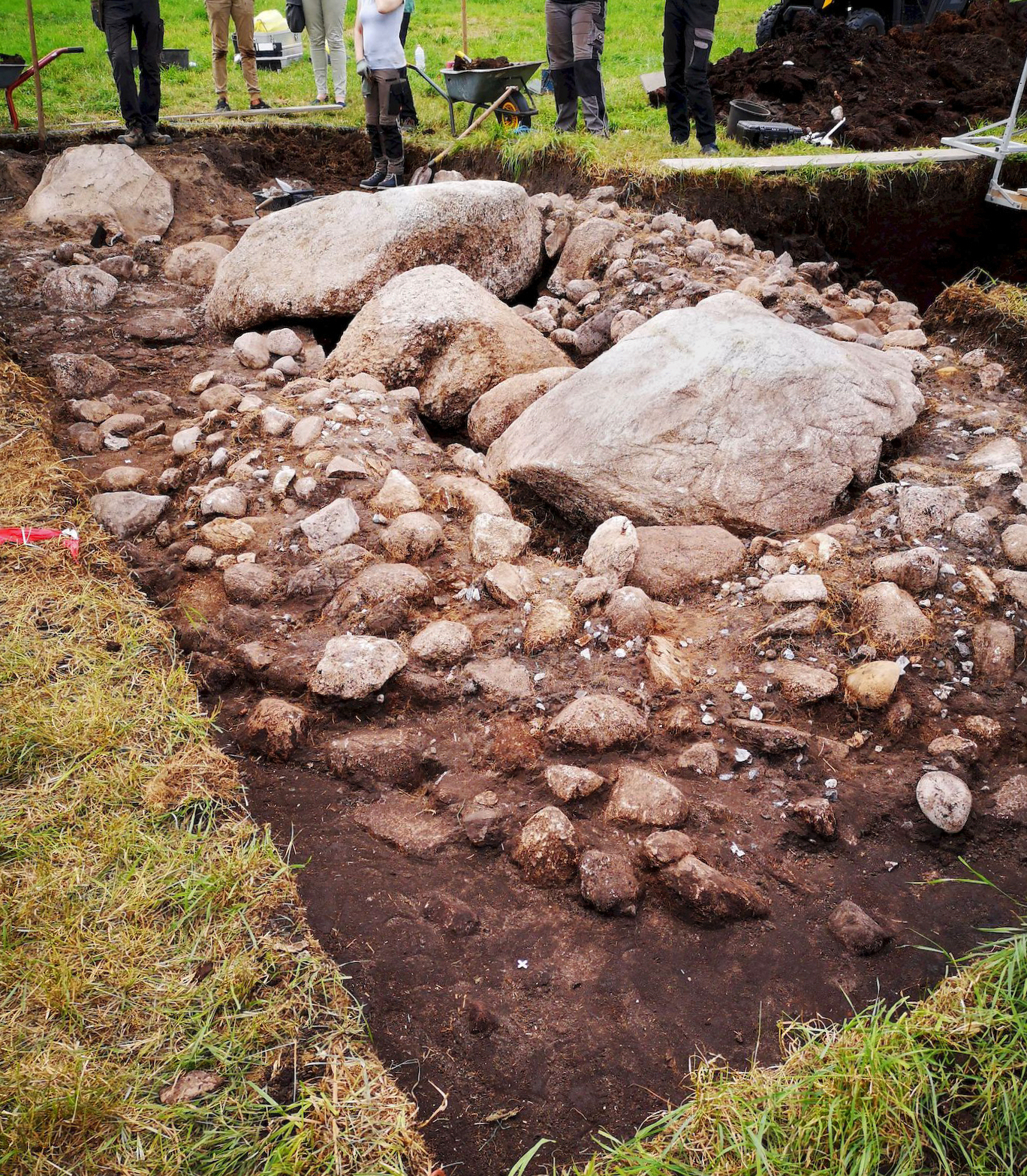
Die freigelegten Decksteine und die umgebende Steinpackung
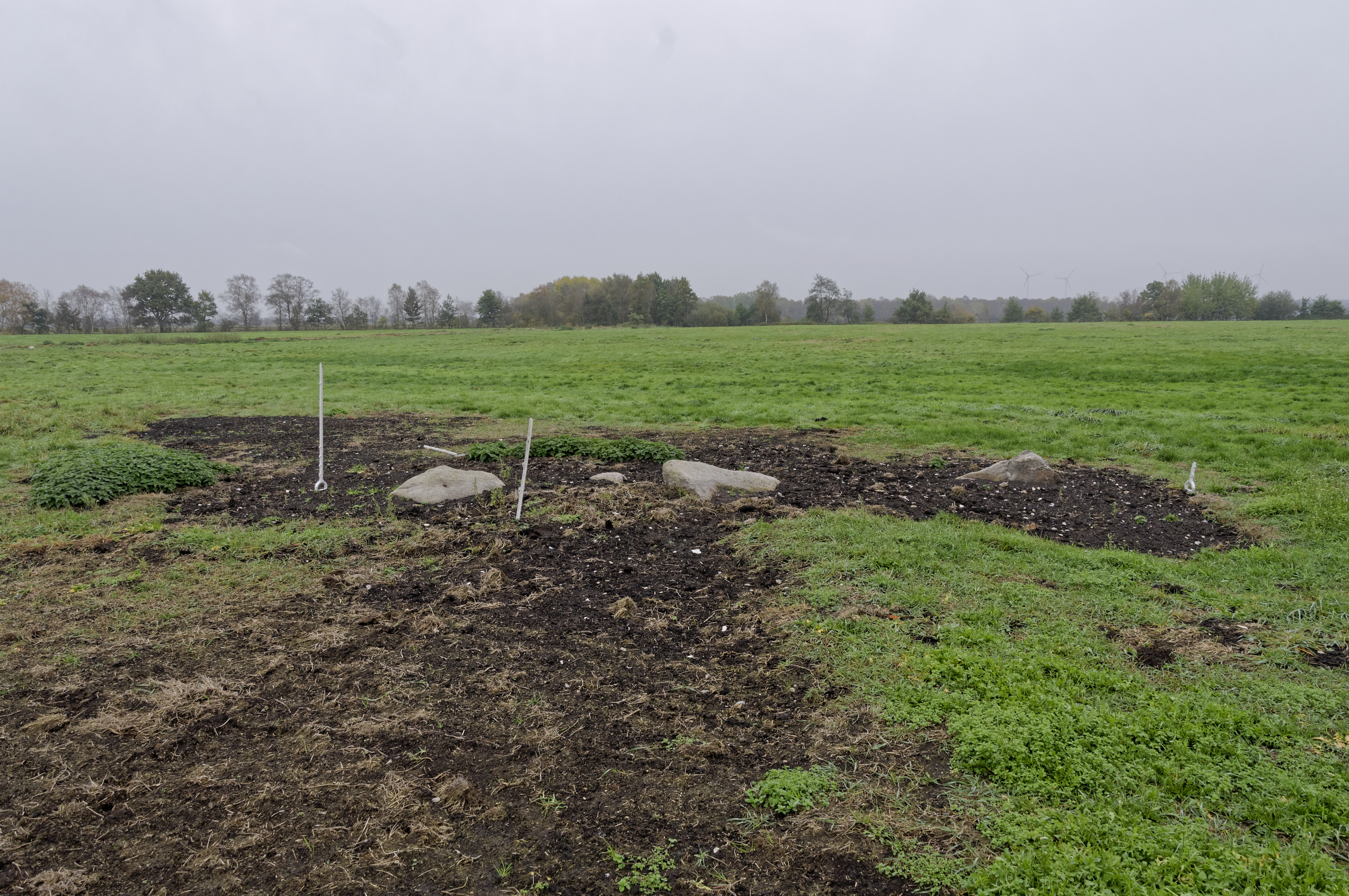
Die Decksteine inmitten dunkler Bodenstellen nach den Ausgrabungsarbeiten, 2019

### Forschungsprojekt

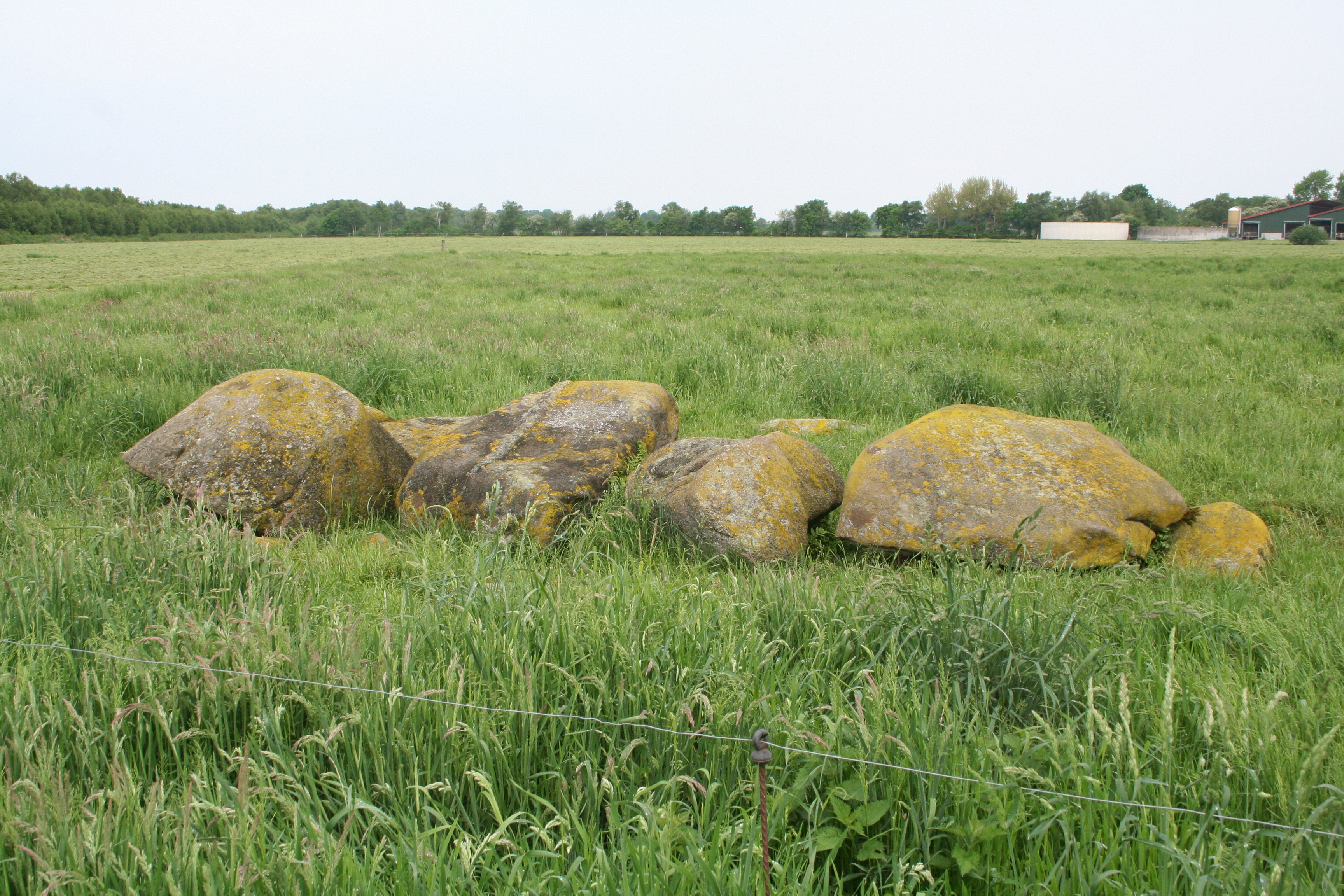
Ein weiteres Großsteingrab, etwa 450 Meter südwestlich gelegen, Bezeichnung Sprockhoff Nr. 643

Die Untersuchungen an dem Großsteingrab sind Teil des 2019 begonnenen Projektes des Niedersächsischen Instituts für historische Küstenforschung mit dem Titel „Im Moor bewahrt – Relikte prähistorischer Siedlungslandschaften im Elbe-Weser-Dreieck“. Das Niedersächsische Ministerium für Wissenschaft und Kultur fördert es im Rahmen des Forschungsförderprogramms „PRO Niedersachsen“ mit rund 250.000 Euro. Dabei soll bis zum Jahr 2021 die übermoorte Region um Klein Ahlen, Groß Ahlen und Flögeln mit Methoden der Archäologie, der Geologie und der Botanik näher erkundet werden. Ziel ist die Erforschung der Moorausbreitung während der Jungsteinzeit und der Besiedelung Nordwestdeutschlands durch die ersten Ackerbauern. Im Untersuchungsgebiet werden „Zeitkapseln“ vermutet, da das Moor Relikte überwachsen und dadurch bewahrt hat. 
Auf weitere Großsteingräber in der Gegend deuten an verschiedenen Stellen aus dem Moorboden herausragende Steine. Sie sind bis heute weitestgehend unerforscht, während die erhöht auf Geestinseln liegenden Gräber teilweise bereits untersucht wurden. Im Moor nahe der Ausgrabungsstelle des Großsteingrabs untersuchten die Archäologen 2019 eine Steinansammlung in Form eines kreisrunden Hügels aus Geröllsteinen. Er hat einen Durchmesser von etwa 4,50 Metern bei einer Höhe von 50 Zentimetern. Vermutlich handelt es sich um eine jüngere Begräbnisstätte aus der Zeit der Einzelgrabkultur um 2500 v. Chr. Eine weitere Untersuchung erfolgt im Jahr 2020. Die 2019 im Rahmen des Projekts begonnenen geomagnetischen Untersuchungen zum Auffinden von jungsteinzeitlichen Siedlungsspuren wurden 2020 fortgesetzt.
2025 fanden weitere Ausgrabungen an Großsteingräbern im Ahlen-Falkenberger Moor statt.

## Bedeutung
Der Grabanlage wird eine hohe wissenschaftliche Bedeutung beigemessen, weil sie sich wie die umgebende archäologische Landschaft durch die über Jahrtausende anhaltende Überdeckung durch das Moor fast unverändert erhalten hat. Durch diese Konservierung unter dem Moor besteht ein Archiv, das Einblicke in das Leben in der Jungsteinzeit bietet. Nach Aussagen der Archäologen sind derartige Fundstätten europaweit selten, kommen aber mit 11 bisher bekannten Fundstellen im Ahlenmoor häufiger vor.
Die nahezu unveränderte Grabanlage bietet die Möglichkeit, ihre Bauweise zu erforschen. Ebenso kann die Fundstätte Hinweise darüber enthalten, wie sich das beginnende Moorwachstum auf den Bau und die Nutzung von Großsteingräbern auswirkte und in welchem Umfang die Moorausbreitung den Siedlungsraum der Trichterbecherkultur veränderte.